# Culicoides yoshimurai
Culicoides yoshimurai är en tvåvingeart som beskrevs av Tokunaga 1941. Culicoides yoshimurai ingår i släktet Culicoides och familjen svidknott. Inga underarter finns listade i Catalogue of Life.